# De mooiste droom is vogelvrij
De mooiste droom is vogelvrij is een single van Hans Vermeulen in duet met Sandra Reemer. Het is afkomstig van Vermeulens album Vogelvrij. Reemer zong uitsluitend op dit lied mee.
De mooiste droom is voorbij is een cover van het lied Up Where We Belong, eerder gezongen door Joe Cocker en Jennifer Warnes. Het is geschreven door Will Jennings en van een nieuwe tekst voorzien door Cees Stolk. Piet Souer arrangeerde het tot deze uitvoering.
Hoe we waren toen is een cover van The way we were met een nieuwe tekst door Robert Long. Het origineel is geschreven door Marvin Hamlisch (muziek) met Alan Bergman en Marilyn Bergman (tekst), arrangeur was hier Erik van der Wurff. Bekendste versie van dit lied is van Barbra Streisand. Hans Vermeulen zong dit lied als soloartiest.
De achtergrondzang van beide liedjes werd verzorgd door Julia Loko, Ingrid Simons, Pim Roos, Han van Eyck en Edward Reekers. De gitaarsoli op de B-kant zijn van Bert Meulendijk en zijn "ontdekker" Lex Bolderdijk. Opnamen vonden plaats in Loenen aan de Vecht.
De mooiste droom is vogelvrij bleef buiten de hitparades.
Sandra Reemer

Al di là · Stille nacht, heilige nacht · 'k Zweef aan m'n ballonnetje · Gloria, gloria · Sluimer zacht · Singapura · Hoe leit dit kindeke · Mijn gitaar · Kopi susu · Als jij maar wacht · Een bos rozen · Heimwee · Mijn concert · Teddy song · Jij vergeet · Since you have gone · (I've got) A love like a rainbow · Simon Zealotes · Love me, honey · The party's over · Trust in me · This is your heartbeat · How little we know · Colorado · Nothing's gonna change · It hurts to be in love · America here I come · Indonesia · Get it on · Rien ne va plus · Fly like an angel · Gold · All out of love · Sleep with me tonight · Laughter in the rain · Goodnight, sweetheart, goodnight · Smoke gets in your eyes · La colegiala · For your love · He was the one · Love is cruel · Domenica · The last goodbye · Mensen zoals jij · Kom naar me toe · Alles wat ik wil · Een boom voor het leven · De mooiste droom is vogelvrij
Sandra en Andres

Storybook children · Somethin' in my heart · For the first time in my life · Reach for the moon · Let us pray together · Love is all around · Those words · Que je t'aime · Mary Madonna · Als het om de liefde gaat · Mama mia · Auntie · Aime-moi · Dzjing boem! · True love · You believed · Oh, nous sommes très amoureux
Dutch Divas

Work that body · From New York to L.A.